# 新緑風会
新緑風会（しんりょくふうかい）は、かつて存在した参議院の院内会派。現在でも会派名の一部として使用されている。

## 概要
1994年、院内会派「日本・新生・改革連合」（日本新党、新生党、民主改革連合など）と「民社党・スポーツ・国民連合」（民社党、スポーツ平和党など）が統一会派として「新緑風会」を結成。名称は「平成の緑風会」を目指したことからで、命名は小島慶三による。その後、新進党結成に伴う院内会派「平成会」の結成により、会派に所属する議員はスポーツ平和党、民改連、無所属となる。
1996年、院内会派「民主党・市民連合」（民主党など）と統一会派「民主党・新緑風会」を結成する。
1998年、新進党解散により、平成会が解散。一部議員と統一会派「民友連」を結成し、第2会派となる。その後、新・民主党結成により「民主党・新緑風会」に名称を戻す。以後、参議院の民主党系会派として存続。
民主党は2016年に民進党、2018年に国民民主党と名を改めるが、参議院の会派名は「民進党・新緑風会」、「国民民主党・新緑風会」となり、「新緑風会」の名称が残存していた。無党籍の議員がいない場合でもこの名称を会派名の一部に使用していた。
2019年8月20日に国民民主党は立憲民主党と衆参両院で統一会派を組む事で合意した。この際、参議院の会派名は「立憲民主党・国民・希望の会」を中心に検討が進められたが、9月19日には会派名を「立憲・国民．新緑風会・社民」とすることで合意し、新緑風会の名称が存続することとなった。新緑風会の前のドットが「・」ではなく「．」なのは、あくまで新緑風会は国民民主党会派の名称であり、新緑風会という独立した勢力が合流したわけではないという意味を強調するため、このような表記となった。
2020年9月14日に新・立憲民主党と新・国民民主党の結成に伴い、統一会派を解消。国民民主党は、新たに「国民民主党・新緑風会」を結成した。会派所属議員は、国民民主党、無所属。

## 会史
- 1994年
  - 2月4日、院内会派「新緑風会」結成。38名。
  - 12月10日、新進党結成に伴い、新進党所属議員は「新緑風会」を離脱、院内会派「平成会」を結成。15名。
- 1995年
  - 7月、第17回参議院議員通常選挙で民改連・スポーツ平和党ともに議席を大きく減らす。5名。
- 1996年
  - 11月26日、「新緑風会」解散。院内会派「民主党・市民連合」と院内会派「民主党・新緑風会」を結成。14名。
- 1998年
  - 1月8日、院内会派「民友連」結成。40名。
  - 4月13日、民主党結成に伴い、院内会派「民主党・新緑風会」に改称。41名。
- 2007年
  - 9月10日、新党日本と院内会派「民主党・新緑風会・日本」を結成。
  - 10月23日、国民新党（4名）と統一会派。119名。
- 2008年
  - 1月18日、院内会派の正式名称を「民主党・新緑風会・国民新・日本」と決定、参議院に届出。120名。
- 2009年
  - 9月15日、新党日本の比例名簿で繰り上げ当選していた平山誠が新党日本への所属を拒否、無所属として会派に入会。これにより新党日本所属の議員は消滅したが、会派名は「民主党・新緑風会・国民新・日本」を引き続き使用。
  - 10月20日、政党に属していなかった構成員4名が民主党へ入党。無党籍議員は平山1人に。118名。
- 2010年
  - 7月15日、国民新党が会派から離脱し「民主党・新緑風会」に名称変更。116名。
  - 7月26日、2004年参院選で当選した議員が任期満了、2010年参院選当選者が正式に議員に。106名。
- 2012年
  - 2月14日、横峯良郎、平山誠が会派を離脱し新党大地・真民主へ移籍。無党籍議員はいないものの会派名の一部に「新緑風会」を引き続き使用。104名。
  - 7月3日、社会保障・税一体改革関連法案の衆議院本会議採決で反対した小沢一郎に同調して、12名が民主党を離党し会派を離脱。92名。
  - 7月9日、米長晴信が離党し会派を離脱。91名。
  - 7月24日、谷岡郁子、舟山康江、行田邦子が離党し会派「みどりの風」を結成。88名。
  - 10月24日、国民新党と統一会派「民主党・新緑風会・国民新党」を結成、同時に日本維新の会に入党していた水戸将史が会派を離脱。90名。
  - 12月17日、国民新党所属の3議員が会派を離脱し、「民主党・新緑風会」に名称を戻す。87名[5]。
- 2013年
  - 7月29日、2007年参院選で当選した議員が任期満了、2013年参院選当選者が正式に議員に。58名。
- 2015年
  - 12月4日、無所属クラブに所属していた水野賢一が会派に入会。59名。
- 2016年
  - 3月30日、民進党の結党に伴い会派名を「民進党・新緑風会」に変更。同時に旧維新の党に所属していた小野次郎、川田龍平、柴田巧、寺田典城、真山勇一が無所属議員として会派に入会。64名。
  - 7月27日、2016年参院選で無所属の野党統一候補として当選した舟山康江が入会。51名。
- 2018年
  - 5月7日、国民民主党の結党に伴い会派名を「国民民主党・新緑風会」に変更。国民民主党に入会しない意向を示した17名が退会[6]。24名。
  - 10月22日、国民民主党に離党届を提出していた長浜博行が退会。23名。
- 2019年
  - 1月24日、自由党と衆参両院で統一会派を結成。自由党所属の青木愛、木戸口英司、森裕子、山本太郎（五十音順）が入会。会派名は変更せず。27名。
  - 2月25日、無所属クラブに所属していたアントニオ猪木が会派に入会。28名。
  - 3月7日、国民民主党に離党届を提出していた藤田幸久が退会。27名。
  - 4月26日、自由党が国民民主党に吸収合併。山本太郎は国民民主党への不入会を表明し、新党れいわ新選組を結成したが会派「国民民主党・新緑風会」には残留。27名。
  - 6月26日、埼玉県知事選挙に出馬の意向を示していた大野元裕が離党。会派には残留。27名。
  - 7月30日、2019年参院選での公認当選者に加え、党籍を持ったまま無所属として立候補した森本真治、当選後入党した横澤高徳、無所属の芳賀道也（いずれも野党統一候補）が会派に入会。れいわ新選組は会派から離脱。26名。
  - 8月5日、大野元裕が議員辞職。25名。
  - 9月30日、「国民民主党・新緑風会」解散。院内会派「立憲民主党・民友会・希望の会」と合流し、新会派「立憲・国民．新緑風会・社民」を結成。61名[7]。
  - 11月20日、国民民主党の桜井充が離党。会派には残留。61名。
- 2020年
  - 3月30日、立憲民主党の党役員会において、統一会派の解消に向けた協議を棚上げすることが報告された。3月半ばから会派を一時的に解消することが、立憲民主党と国民民主党の幹事長協議で検討されていた[8][9]。
  - 5月20日、桜井充が自由民主党会派に入会のため退会。60名。
  - 9月11日、国民民主党が解党。60名。
  - 9月14日、立憲民主党が解党。新・立憲民主党と新・国民民主党の結成に伴い、統一会派「立憲・国民．新緑風会・社民」解散。新・国民民主党議員と無所属議員で新たに「国民民主党・新緑風会」を結成。14名。
  - 10月9日、上田清司が無所属のまま会派に入会。15名。
  - 10月20日、無所属の川合孝典が国民民主党に入党。15名。
- 2021年
  - 3月24日、無所属の礒崎哲史、田村麻美、濱口誠が国民民主党に入党。15名。
  - 11月4日、静岡県選挙区補欠選挙に当選した山﨑真之輔が無所属のまま会派に入会。16名。
- 2022年
  - 7月26日、2016年参院選で選出された議員が任期満了。2022年参院選で当選した議員が就任。12名。
  - 9月1日、嘉田由紀子が無所属のまま会派に入会。13名。
- 2023年
  - 6月7日、嘉田由紀子が国民民主党に入党。13名。
  - 12月13日、嘉田由紀子を除籍。12名。
- 2024年
  - 1月22日、上田清司が退会。11名。
  - 10月31日、上田清司が再び入会。12名。
  - 11月5日、無所属の大塚耕平が辞職。11名。
  - 11月25日、無所属の堂込麻紀子が入会。12名。
- 2025年
  - 7月29日、2019年参院選で選出された議員が任期満了。2025年参院選で当選した議員が就任。25名。

## 歴代常任役員一覧
| 就任時期                     | 議員会長               | 幹事長                 | 国会対策委員長         | 政策審議会長           | 備考                   |
| 民主党時代 (1998-2016)       | 民主党時代 (1998-2016) | 民主党時代 (1998-2016) | 民主党時代 (1998-2016) | 民主党時代 (1998-2016) | 民主党時代 (1998-2016) |
| ---------------------------- | ---------------------- | ---------------------- | ---------------------- | ---------------------- | ---------------------- |
| 1998年4月                    | 菅野久光               | 足立良平               | 角田義一               |                        | [ 10 ] [ 11 ]          |
| 1998年7月                    | 本岡昭次               | 角田義一               | 北澤俊美               | 峰崎直樹               | [ 11 ]                 |
| 2000年8月                    | 久保亘                 | 北澤俊美               | 直嶋正行               | 千葉景子               | [ 12 ]                 |
| 2001年8月                    | 角田義一               | 直嶋正行               | 輿石東                 | 円より子               | [ 13 ]                 |
| 2003年11月                   | 藁科満治               | 山本孝史               | 今泉昭                 | 小川勝也               | [ 14 ] [ 15 ]          |
| 2004年7月                    | 江田五月               | 輿石東                 | 今泉昭                 | 小川敏夫               | [ 16 ] [ 17 ]          |
| 2005年9月                    | 江田五月               | 輿石東                 | 平田健二               | 直嶋正行               | [ 18 ]                 |
| 2006年6月                    | 輿石東                 | 今泉昭                 | 郡司彰                 | 浅尾慶一郎             | [ 19 ] [ 20 ] [ 21 ]   |
| 2007年1月                    | 輿石東                 | 小川敏夫               | 郡司彰                 | 浅尾慶一郎             | [ 22 ]                 |
| 2007年8月                    | 輿石東                 | 平田健二               | 簗瀬進                 | 福山哲郎               | [ 23 ]                 |
| 2009年10月                   | 輿石東                 | 高嶋良充               | 平田健二               | 桜井充                 | [ 24 ] [ 25 ] [ 26 ]   |
| 2010年7月                    | 輿石東                 | 柳田稔                 | 羽田雄一郎             | 桜井充                 | [ 27 ]                 |
| 2010年9月                    | 輿石東                 | 平田健二               | 羽田雄一郎             | 一川保夫               | [ 28 ]                 |
| 2011年9月                    | 輿石東                 | 平田健二               | 羽田雄一郎             | 桜井充                 | [ 29 ]                 |
| 2011年11月                   | 輿石東                 | 小川敏夫               | 羽田雄一郎             | 桜井充                 | [ 30 ]                 |
| 2012年1月                    | 輿石東                 | 一川保夫               | 羽田雄一郎             | 桜井充                 | [ 31 ]                 |
| 2012年6月                    | 輿石東                 | 一川保夫               | 池口修次               | 桜井充                 | [ 32 ]                 |
| 2012年10月                   | 輿石東                 | 一川保夫               | 池口修次               | 高橋千秋               | [ 33 ]                 |
| 2013年8月                    | 郡司彰                 | 羽田雄一郎             | 榛葉賀津也             | 増子輝彦               | [ 34 ] [ 35 ]          |
| 2014年9月                    | 郡司彰                 | 羽田雄一郎             | 榛葉賀津也             | 大塚耕平               | [ 36 ]                 |
| 2015年10月                   | 郡司彰                 | 小川敏夫               | 加藤敏幸               | 大塚耕平               | [ 37 ]                 |
| 民進党時代 (2016-2018)       |                        |                        |                        |                        |                        |
| 2016年3月                    | 郡司彰                 | 小川敏夫               | 加藤敏幸               | 大塚耕平               |                        |
| 2016年7月                    | 小川敏夫               | 小川勝也               | 榛葉賀津也             | 藤末健三               | [ 38 ]                 |
| 2017年9月                    | 小川敏夫               | 小川勝也               | 那谷屋正義             | 田名部匡代             | [ 39 ]                 |
| 2017年11月                   | 小川敏夫               | 羽田雄一郎             | 那谷屋正義             | 田名部匡代             | [ 40 ]                 |
| 旧国民民主党時代 (2018-2020) |                        |                        |                        |                        |                        |
| 2018年5月                    | 大塚耕平               | 榛葉賀津也             | 舟山康江               | 田名部匡代             | [ 43 ]                 |
| 2018年10月                   | 大塚耕平               | 榛葉賀津也             | 舟山康江               | 徳永エリ               | [ 44 ]                 |
| 2019年9月                    | 長浜博行               | 大塚耕平               | 芝博一                 |                        | [ 45 ]                 |
| 新国民民主党時代 (2020-)     |                        |                        |                        |                        |                        |
| 2020年9月                    | 小林正夫               | 足立信也               | 川合孝典               |                        | [ 46 ]                 |
| 2022年8月                    | 舟山康江               | 川合孝典               | 川合孝典               | [ 47 ]                 |                        |

注：
1. 1 2 3 4  退任とともに参議院副議長に就任
2. ↑  退任とともに外務副大臣に就任
3. ↑  退任とともに財務副大臣に就任
4. 1 2  退任とともに法務大臣に就任
5. ↑  退任とともに国土交通大臣に就任
6. ↑  退任とともに参議院議長に就任
7. ↑  退任とともに防衛大臣に就任
8. ↑  退任とともに厚生労働副大臣に就任
9. ↑  2018年5月から2018年9月までは党共同代表を兼務、2018年9月からは党代表代行を兼務[41][42]
10. ↑  共同会派所属の無所属議員
11. 1 2  共同会派所属の立憲民主党所属議員
12. ↑  2020年10月まで共同会派所属の無所属議員